# Stephen Hales
Stephen Hales (17 de septiembre de 1677-4 de enero de 1761) fue un clérigo inglés que hizo importantes contribuciones en varios campos científicos como la medicina, la fisiología, la química y la botánica. Hales estudió el papel del aire y el agua en el mantenimiento de la vida animal y vegetal. Dio los primeros registros del movimiento del agua en las plantas y demostró que las plantas absorben aire. Hales descubrió los peligros de respirar aire viciado e inventó un ventilador que mejoraba los índices de supervivencia de los trabajadores de barcos, hospitales y prisiones. También se le reputa avances en los sistemas de recolección de gases.

## Biografía
Stephen Hales nació en Bekesbourne, Kent. En 1677, comenzó a estudiar en el Corpus Christi College, con vistas a tomar las órdenes sacerdotales y en febrero de 1703 fue admitido como miembro. En 1708 se convirtió en coadjuntor de Teddington en Middlesex, donde permaneció el resto de su vida, aunque fue nombrado rector de Porlock en Somerset, y más tarde de Faringdon en Hampshire.
En 1717, Hales fue elegido como catedrático de la Royal Society, que le concedió la Medalla Copley en 1739. En 1732, fue nombrado miembro del comité para establecer una colonia en Georgia y al año siguiente recibió el título de Doctor en Teología de la Universidad de Oxford. Fue nombrado limosnero de la Princesa de Gales en 1750. A la muerte de Hans Sloane en 1753, Hales fue nombrado asociado extranjero de la Academia de Ciencias de Francia.
Conocido como pionero de la fisiología experimental, Hales mostró que algunos reflejos son mediados por la médula espinal. Estudió piedras tomadas de la vejiga urinaria y los riñones y sugirió disolventes para reducirlos sin cirugía. También inventó los fórceps.
Hales es más conocido por sus Ensayos Estadísticos (Statical Essays). El primer volumen, Vegetable Staticks, de 1727, contiene un registro de numerosos experimentos sobre fisiología vegetal —pérdida de agua en plantas por transpiración, tasas de crecimiento de brotes y hojas, variación de la fuerza de las raíces a lo largo del día—. El segundo volumen, de 1733, sobre Haemastaticks, contiene experimentos acerca de la «fuerza de la sangre» en varios animales, su velocidad cardíaca y la capacidad de los diferentes vasos sanguíneos.
Stephen Hales murió el 4 de enero de 1761 en Teddington a los 84 años de edad. Fue enterrado bajo la torre de la iglesia en la que había trabajado durante años.

## Reconocimiento
Del discurso de aceptación del Premio Nobel de Medicina de Werner Forssmann en 1956:
El crédito por llevar a cabo la primera cateterización del corazón de un animal viviente ,por propósito experimental se debe a una persona inglesa, el Reverendo Stephen Hales. Este hombre de leyes interesado por la ciencia llevó a cabo en Tordington (sic) en 1710, 53 años después de la muerte de William Harvey (1578-1657), la primera definición precisa de la capacidad de un corazón. Sangró a una oveja hasta su muerte y llenó un barril de pólvora desde los todavía latientes vasos del cuello. Tras esto rellenó con cera las cámaras huecas y midió el volumen resultante del latido y la capacidad por minuto, que calculó con esta. Además, Stephen Hales fue el primero, en 1727 en determinar la presión sanguínea arterial cuando midió el crecimiento de una columna de sangre en un tubo de cristal metido en una arteria.

## Algunas publicaciones

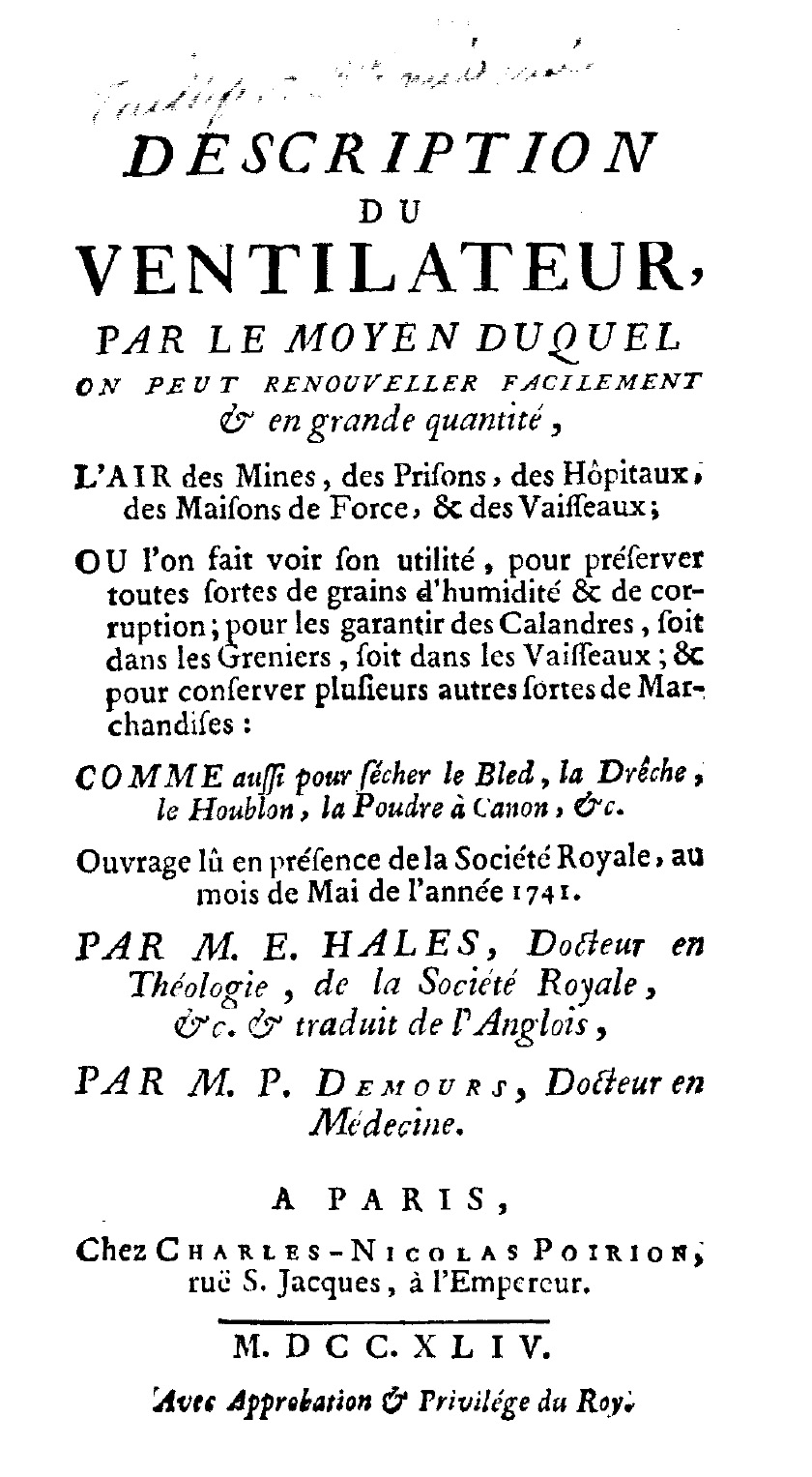
Description du ventilateur (Description of ventilators), 1744.

- Statique des végétaux (1727), traducido al francés por Georges Louis Leclerc, conde de Buffon (1735), su primera publicación.
- Haemastaticks (1733), traducido por Sauvages de Lacroix con el título Statique des animaux, Ginebra, 1744.
- l'Art de rendre l'eau de mer potable.
- On the solution of stone in the bladder (Sobre la manera de disolver piedras en la vejiga) Londres (1739), que le valió la medalla Copley.

## Honores

### Epónimos
El género de árboles Halesia J.Ellis ex L. se llama así en su honor.

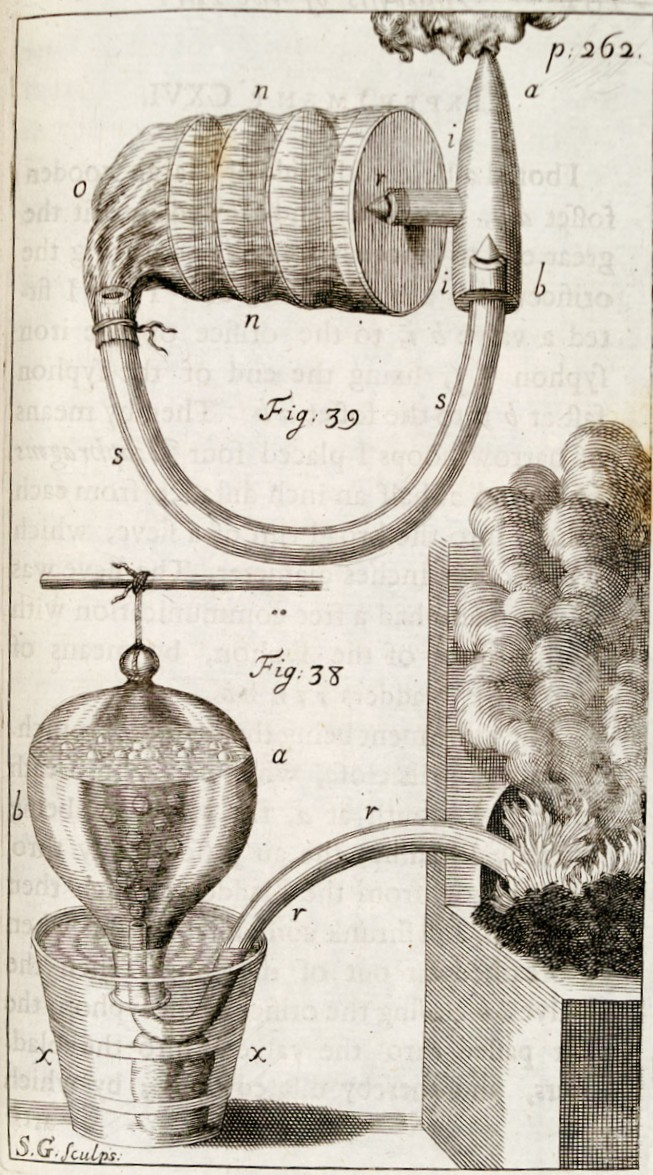
Página 262 de Vegetable Staticks